# Uvala
Uvala (cyr. Увала) – wieś w Bośni i Hercegowinie, w Republice Serbskiej, w gminie Istočni Drvar. W 2013 roku liczyła 30 mieszkańców.